# Citrus × meyeri
Citrus × meyeri, o limão-meyer (em mandarim: 梅爾檸檬; em pinyin: méiěr níngméng), é uma fruta cítrica híbrida nativa da China. É um cruzamento entre uma cidra e um híbrido de tangerina/pomelo.
As árvores maduras têm cerca de 2 a 3 metros de altura com folhas verde-escuras brilhantes. As flores são brancas com uma base roxa e são perfumadas. A fruta é mais arredondada que um limão verdadeiro, amarelo escuro com um leve tom alaranjado quando maduro, e tem um sabor mais doce e menos ácido. Os limões contêm um pH altamente ácido entre 2 e 3. Esse nível de acidez permite que esses limões sejam usados para limpeza antibactericida e antisséptica.
Foi introduzido nos Estados Unidos em 1908 como parte da SPI (Iniciativa para Pequenos Produtores) #23028 pelo explorador agrícola Frank Nicholas Meyer, um funcionário do Departamento de Agricultura dos Estados Unidos que coletou uma amostra da planta em uma viagem à China. Embora receba seu nome, essa variedade provavelmente foi estabelecida milhares de anos antes de ser introduzida na América.
O limão-meyer é comumente cultivado na China em vasos de jardim como uma árvore ornamental. Tornou-se popular como alimento nos Estados Unidos depois de ser redescoberto por chefes como Alice Waters no Chez Panisse durante a ascensão da culinária californiana a partir da década de 1970. A popularidade aumentou ainda mais quando Martha Stewart começou a apresentá-los em algumas de suas receitas.

## Descrição

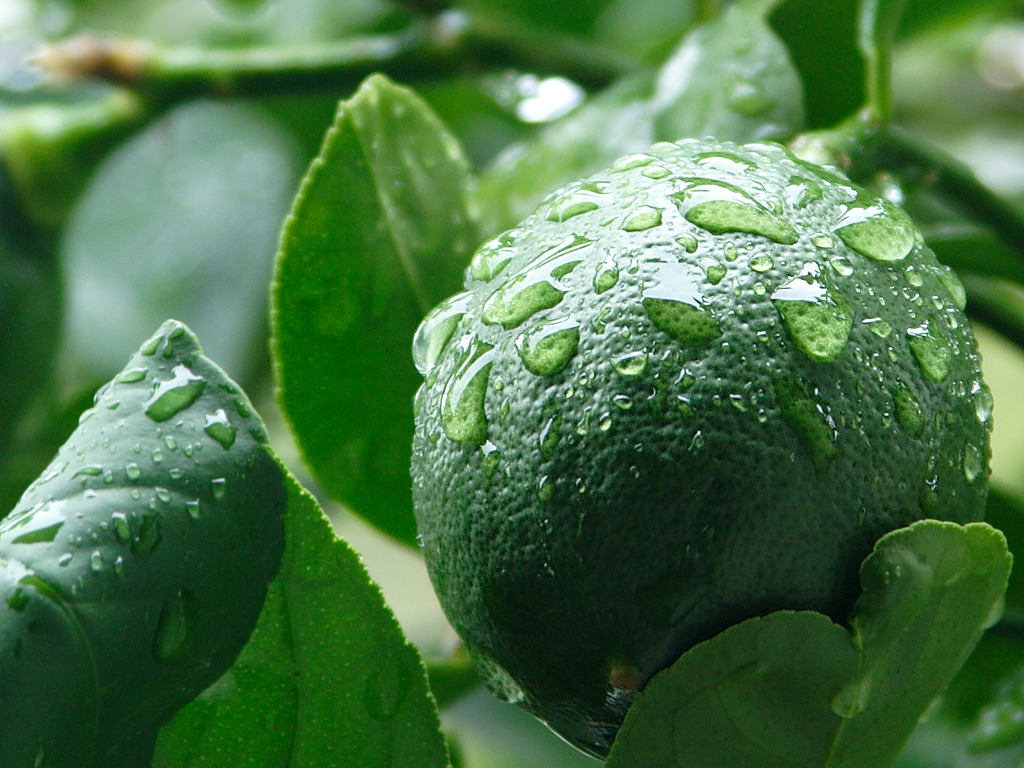
Um limão-meyer não maduro.

Árvores de Citrus × meyeri têm cerca de 2 a 3 metros na maturidade, embora possam ser podadas para ficarem menores. Suas folhas são verdes escuras e brilhantes. As flores são brancas com uma base roxa e são perfumadas.

## Cultivo

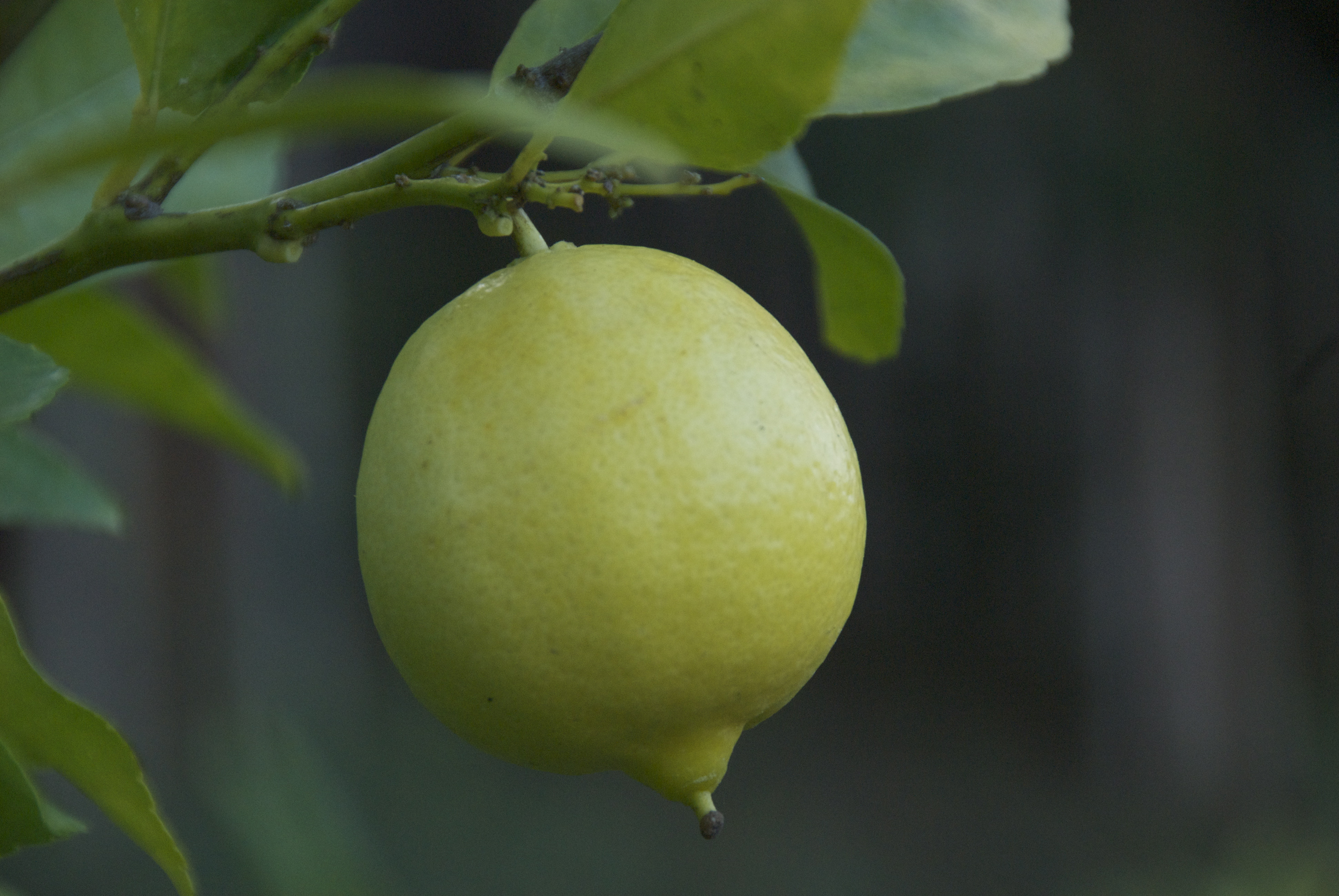
Limão-meyer aproximando-se da maturidade.

A fruta do limoeiro-meyer é amarela e mais redonda do que um limão verdadeiro. A pele é perfumada e fina, de cor amarelo profundo com um leve tom alaranjado quando maduro. Os frutos do limoeiro-meyer têm um sabor mais doce e menos ácido do que as variedades mais comuns de limão verdadeiro como o Lisboa ou Eureka. A polpa é amarela escura e contém até 10 sementes por fruto.O limão-meyer é popular como planta ornamental por seu tamanho compacto, robustez e produtividade. É decorativo e adequado para cultivo em vasos. É um dos limões mais doces e até a casca é comestível. O cultivo de um limoeiro-meyer pode ser feito em um vaso ou diretamente no solo, mas a planta requer muita luz solar. No entanto, muita luz solar pode queimar a planta se exposta por longos períodos. É por isso que o sol de verão, o sol da manhã e a sombra da tarde são períodos ideais para cuidar melhor do limoeiro. A árvore é razoavelmente resistente e cresce bem em climas quentes. 
É bastante vigoroso, com uma planta cultivada a partir de um enxerto jovem geralmente começando a frutificar em quatro anos, produzindo milhares de limões ao longo de sua vida.  Estas plantas requerem uma quantidade adequada de água, mas o solo bem drenado é crucial. No entanto, permitir que o solo seque levemente entre as regas mantém a planta úmida o suficiente, mas não exageradamente úmida ou seca. Juntamente com a rega e a luz do sol, os limoeiros-meyer precisam de fertilizantes com alto teor de nitrogênio e de liberação lenta. Essas plantas só devem receber fertilizante na estação de crescimento (primavera-outono) e nunca no inverno, a menos que as folhas estejam amareladas; portanto, eles devem ser aguados e fertilizados. Embora a fruta seja produzida durante todo o ano, a maior parte da safra está pronta para a colheita no inverno. 
As árvores requerem água adequadamente, mas menos no inverno. Para rendimento máximo, elas devem ser fertilizadas durante os períodos de crescimento. Os galhos novos são espinhosos para proteger os brotos jovens, mas os espinhos se transformam em galhos secundários com a idade. A poda desempenha um papel muito importante no crescimento da árvore de maior sucesso; isso mantém a planta em forma e evita a superlotação desnecessária de plantas para deixar espaço para os limões. Ela permite que a planta receba o fluxo de ar adequado, o que aumenta a força e o crescimento da planta, além de prevenir a planta de possíveis doenças. 
As folhas jovens são uma fonte de alimento atraente para as larvas da borboleta rabo de andorinha.

## Usos culinários
O limão-meyer é mais doce do que outros limões, com apenas uma leve acidez, e dizem que tem um gosto um pouco parecido com uma tangerina. É muito utilizado para temperar peixes e frutos do mar.

## Meyer melhorado (Improved Meyer)

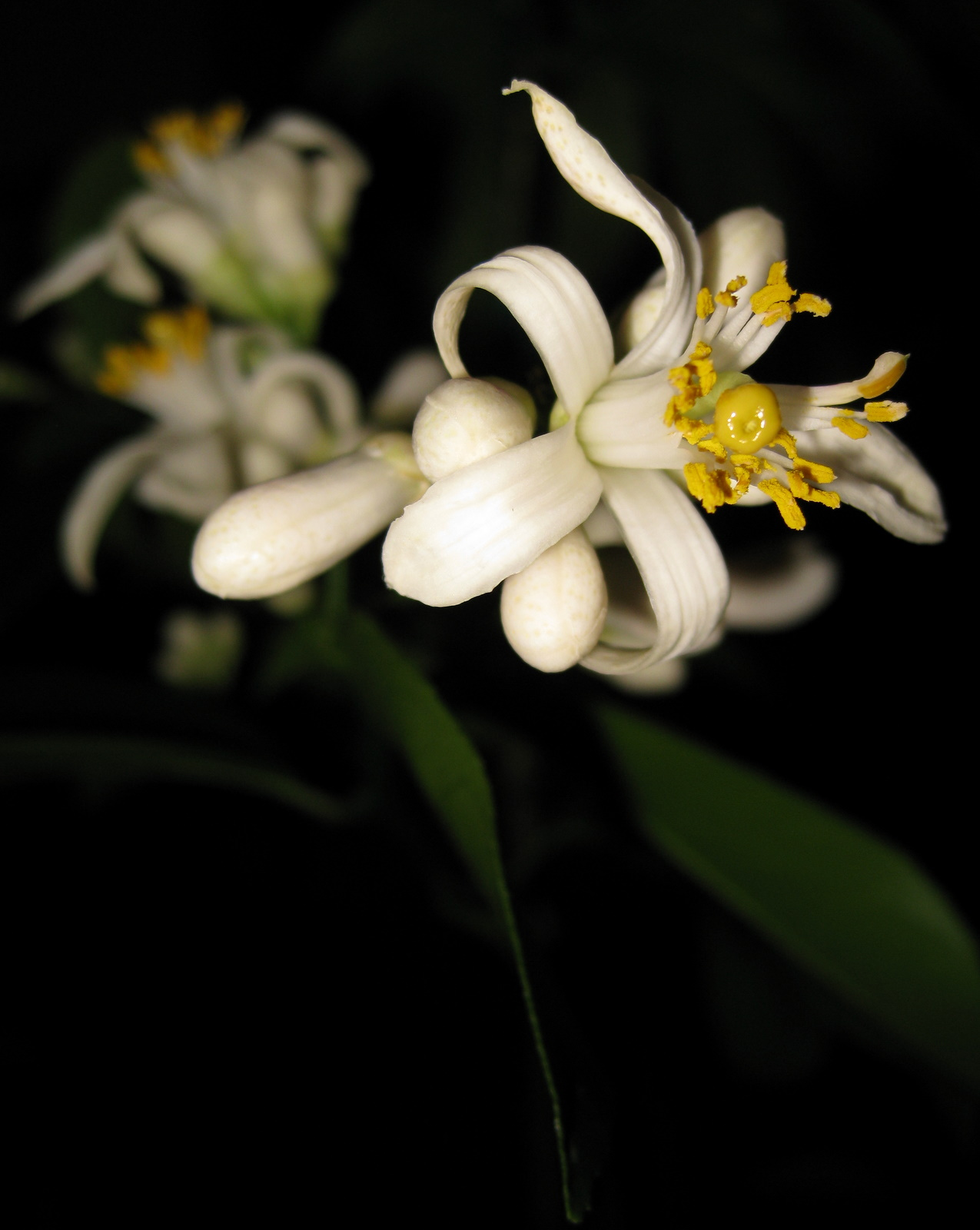
Detalhamento de uma flor de limoeiro-meyer-melhorado

Em meados da década de 1940, o limão-meyer havia se expandido amplamente na Califórnia. Porém, naquela época, descobriu-se que a maioria dos limoeiros-meyer que estavam sendo clonados eram portadores assintomáticos do vírus da tristeza, vírus que matou milhões de cidros em todo o mundo e inutilizou outros milhões para a produção. Após esta descoberta, a maioria dos limoeiros-meyer nos Estados Unidos foram destruídos para salvar outras árvores cítricas. O limão-meyer também é conhecida como cidra do vale.
Uma seleção livre de vírus foi encontrada na década de 1950 e foi certificada e distribuida em 1975 pela Universidade da Califórnia como 'Improved Meyer lemon' (limão-meyer-melhorado) – Citrus × meyeri 'Improved'.